# 栗田善成のやじうま大放送
栗田善成のやじうま大放送（くりたよしなり-だいほうそう）は、1990年4月～1993年3月の毎週土曜日9:00〜18:00、KBCラジオで放送されていた生ワイド番組である。

## 概要
- KBCラジオがニュース・情報主体の新編成「KBC-INPAX」をスタートさせた1990年春に編成された週末のワイド番組。
- 正式な番組名は「KBC-INPAX サタデースロープ〜9時から6時! 栗田善成のやじうま大放送」。番組開始当初は7:00〜18:00に編成された「KBC-INPAX サタデースロープ」の第2部であったため、番組のタイトルコールでは女性アシスタントが「KBC-INPAX サタデースロープ、ここからは」と言った後、栗田善成が「9時から6時! 栗田善成のやじうま大放送」と言ってオープニングテーマが流れ番組がスタートしていた。当初INPAX編成の中でサブタイトルを冠した番組はこの番組だけであった。
- 1991年秋より7:00〜9:00は「KBC-INPAX サタデーモーニングスロープ」として独立し、「KBC-INPAX サタデースロープ」はこの番組だけとなった。そのためタイトルコールも女性アシスタントが「KBC-INPAX サタデースロープ」と言った後、栗田善成が「9時から6時! 栗田善成のやじうま大放送」と言ってスタートするようになった。
- 1990年4月～1991年3月の間、厳密には9:00に「朝日新聞ニュース」「天気予報」、CMが流れた後の9:07頃からスタートしていた。
- 番組タイトルから、テーマチューンはスティーブン・フォスターの「草競馬」のアレンジヴァージョンが使用された。

## パーソナリティ
- 栗田善成（メインパーソナリティ）
- 山田まり子（1990年春〜秋のアシスタント）
- いけだ聖佳（1991年春以降のアシスタント）
- 松本みつる（1990年春〜1991年春までの12:15〜13:00を担当）

## コーナー
- 朝刊ひとりごと・・・栗田善成が新聞各紙の朝刊から拾ったニュースを紹介するコーナー。
- サテライト天神からの放送（1990年春〜1991年春までの12:15〜13:00、正式なタイトルなし）・・・松本みつるが1人で担当していた。
- 競馬展望